# Nomada temmasana
Nomada temmasana är en biart som beskrevs av Kazuhiko Tsuneki 1986. Nomada temmasana ingår i släktet gökbin, och familjen långtungebin. Inga underarter finns listade i Catalogue of Life.